# 청구신보
《청구신보》(靑丘新報)는 1917년부터 1919년까지 러시아 제국 우수리스크에서 발행된 한글 신문이다.

## 역사
한족회의 기관지로, 박은식(朴殷植), 조완구(趙琬九), 윤해(尹海), 남공선(南公善) 등이 이 집필을 맡았다. 도중에 《한족공보》(韓族公報)로 명칭을 변경해 발행하다가 1919년 말경 폐간되었다.